# Sanicula tripartita
Sanicula tripartita är en flockblommig växtart som först beskrevs av Wilhelm Nikolaus Suksdorf, och fick sitt nu gällande namn av R.H.Shan och Lincoln Constance. Sanicula tripartita ingår i släktet sårläkor, och familjen flockblommiga växter. Inga underarter finns listade i Catalogue of Life.